# Jack Aikins
Jack Aikins (Greensboro, 11 de octubre de 2002) es un deportista estadounidense que compite en natación, especialista en los estilos libre y espalda. En los Juegos Panamericanos de 2023 obtuvo tres medallas, oro en 200 m espalda y 4 × 100 m estilos y plata en 4 × 100 m libre.

## Palmarés internacional
| Juegos Panamericanos | Juegos Panamericanos | Juegos Panamericanos | Juegos Panamericanos |
| Año                  | Lugar                | Medalla              | Prueba               |
| -------------------- | -------------------- | -------------------- | -------------------- |
| 2023                 | Santiago (Chile)     | Medalla de oro       | 200 m espalda        |
| 2023                 | Santiago (Chile)     | Medalla de oro       | 4 × 100 m estilos    |
| 2023                 | Santiago (Chile)     | Medalla de plata     | 4 × 100 m libre      |